# 주일 미국 육군
주일 미국 육군 또는 재일 미국 육군(영어: United State Army, Japan (USARJ), 일본어: 在日米国陸軍 자이니치 베이고쿠 리루군[*])은 일본에 주둔하고 있는 주일 미군의 육군 구성군이자, 미국 태평양 육군의 예하 육군근무구성군사령부(ASCC)이다.
가나가와현 자마시의 캠프 자마에 본부를 두고 자위대와 함께 일본 열도 방위를 맡으며, 육상자위대와의 합동성을 위해 야마사쿠라와 1997년부터 매년 오리엔트 실드 FTX(영어: Orient Shield Exercise)를 실시하고 있다.

## 역사

### 냉전
1957년 7월 1일, 극동군이 태평양 사령부에 병합되고 주일 미군이 창설되자, 극동 육군(AFFE)은 주일 미국 육군(이하 USARJ)으로 재편성되었다.
1959년 4월 3일에 극동 육군의 후지산을 배경으로 한 어깨 소매 인식표가 재디자인되어 주일 미국 육군에 부여되었다. 그리고 같은 해에 USARJ가 제6군수사령부(6th Logistical Command)와 결합하여 USARJ/제6군수사령부, 본부가 되었다.
1971년 2월 28일, 캠프 쿠와에 육군병원(U.S. Army Hospital, Camp Kuwae)이 해군으로 이관되고, 기지의 통제권은 해병대로 넘어가 캠프 포스터로 개명되었다.
1972년 5월 15일, 오키나와 반환에 따라 류큐사령부가 해체되고 류큐 열도가 일본국 정부에 반환되면서, USARJ의 관할지역에 류큐 열도가 추가되었다.
- 오키나와 기지사령부(U.S. Army Base Command, Okinawa)
- USAG 간토평원(U.S. Army Garrison, Kanto Plain)
- 아키즈키 탄약창 단지(U.S. Army Ammunition Depot Complex, Akizuki)
- 사가미 보급정비처(U.S. Army Supply and Maintenance Activity, Sagami)
- 주일 운송처(U.S. Army Transportation Activity, Japan)
- 주일 의무처(U.S. Army Medical Activity, Japan)
- 주일 조달국(U.S. Army Procurement Agency, Japan)
- 주일 민간인사부(U.S. Army Civilian Personnel Office, Japan)
- 요코하마 우체국(U.S. Army Postal Service Center, Yokohama)
- 캠프 자마 일본 통합부대인사국(U.S. Army Consolidated Unit Personnel Office, Camp Zama)
- 가와사키 인쇄출판소(U.S. Army Printing and Publication Center, Kawasaki)
- 간토평원 시설기술처(U.S. Army Facilities Engineering Activity, Kanto Plain)

1975년 1월 1일, 상위부대였던 태평양 육군이 CINCPAC 지원단으로 강등되자, 육군부의 주요사령부(MAJCOM)로 승격되어 직접보고부대(Direct Reporting Unit (DRU))가 되었다. 2년 뒤, 1976년에 제9(XI)군단과 합쳐져 "USARJ/제9(IX)군단, 본부"이 되었다.
1975년 1월 13일, 고유 부대 인식표를 부여받았다.
1986년 1월 16일, 열도 안의 육군 시설을 관리할 목적을 가진 제9임시지역지원단(9th Area Support Group (Provisional))이 창설되어 이듬해 1917년 10월 15일에 임시 지위에서 벗어나고 서수가 바뀌어 제17지역지원단(17th Area Support Group)이 되었다.
1990년 8월, 육군 서부사령부가 태평양 육군으로 재편성되자, USARJ는 다시 태평양 육군의 예하 근무구성군사령부가 되었다.
1994년 12월 9일, 제9전구지원사령부가 재소집되었다. 이듬해 1995년 9월 22일에 제9(IX)군단이 해체되자, USARJ는 제9전구지원사령부와 결합하여 USARJ/9th TAACOM이 되었다.

### 21세기
2001년, 201년 9월 11일의 테러에 따라 테러와의 전쟁을 선포하게 되면서, 더 나은 지원능력을 위해 제9전구지원사령부를 다목적 구성군 사령부로 개편하였다.
2002년 10월 16일, 시설 관리의 전환(TIM)에 따라 제17지역지원단이 해산하였다.
2007년, 제9전구지원사령부가 해체되었다. 그리고 한반도 상황에 대비하여 제1(I)군단 사령부를 캠프 자마로 배치하여 통합 작전 사령부로 운용할 예정이었다. 그러나, 일본 정부와 캠프 자마 주변의 주민들의 반발로 취소되었다. 대신 12월 19일에 제1군단 전방 사령부만이 창설되면서 USARJ/제1(I)군단 전방 사령부로 결합하였다.
2009년 11월 14일, 니코니코 동화에 채널을 개설하였다.
2012년 10월 12일, 포트 버크너에 주둔하던 제58통신대대가 50년 동안의 임무를 마치고 도리이 해변에서 해산하였다.

## 시설
- 가나가와현
  - 캠프 자마 - 자마시
    - 캐스트너 육군 비행장
    - 크로포드 F. 샘스 준장 육군 보건소

  - 사가미 종합보급창 - 사가미하라시
- 아카사카 출판소 - 도쿄도 미나토구
- 구레 탄약창 - 히로시마현 구라시 쇼와정
  - 가와카미 탄약창 - 히로시마시 하치혼마쓰정
  - 아키즈키 탄약창
  - 히로 탄약창
  - 지바나 탄약지원반
- 요코하마 북부 선착장 - 요코하마시 가나가와구 요코하마 항 미즈호 부두
- 오키나와현
  - 도리이 스테이션 - 요미탄촌
  - 나하 항만시설 - 나하시

## 산하 조직

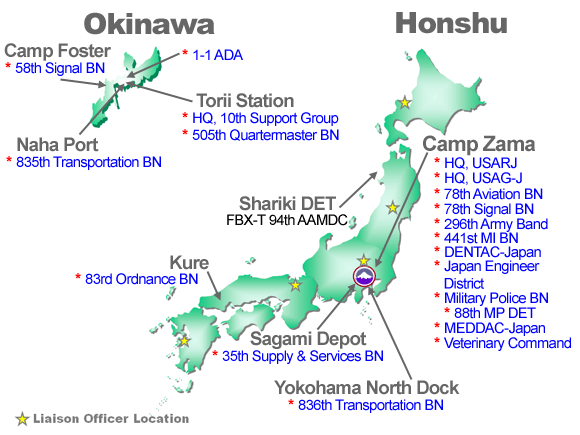
일본 열도에 주둔하는 부대 배치도, 2015년 이전

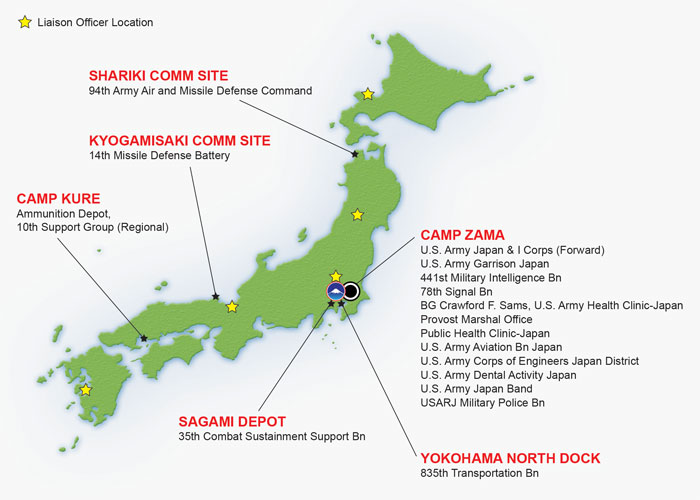
일본 혼슈에 주둔하는 부대 배치도, 2015년 기준

### 직속부대
- 주일 미국 육군/제1(I)군단 전방, 본부
  - 본부중대 - 캠프 자마
  - 주일 미국 육군 군악대/제296군악대
- 주일 미국 육군 항공대대 - 캠프 자마

### 지휘부대
- 제38방공포병여단 - 사가미 종합보급창
  - 제1방공포병연대, 1대대 - 도리이 스테이션
  - 제10미사일방어포대 (TPY-2 레이다) - 샤리키 통신소
  - 제14미사일방어포대 (TPY-2 레이다) - 교가미사키 통신소
- 제10지역지원단 - 도리이 스테이션
  - 제35전투지원대대 - 사가미 종합보급창

### 지원부대
- 제1우주여단, 제53통신대대, E중대
- 제516통신여단, 제78통신대대 - 캠프 포스터
- 제599수송여단
  - 제835수송대대 - 요코하마 북부 선착장
  - 제836수송대대 - 나하 항만시설
- 제1특전단, 1대대 - 도리이 스테이션
- 미국 육군 공병대, 태평양 부서, 주일 공병지구대
- 태평양 의무대응사령부
  - 태평양 보건사령부, 주일 지구대 - 캠프 자마
  - 주일 의무처 - 크로포드 F. 샘스 준장 육군 보건소
  - 주일 치의처 - 캠프 자마
- 제403육군야전지원여단[8]
  - 동북아시아 육군야전지원대대 (AFSBn-NEA) - 일본 요코하마 북부부두
- 시설관리사령부, 태평양 지부국 (IMCOM-Pacific)
  - USAG 일본
  - USAG 오키나와
- 제5전장협조분견대 지상연락분견대

## 기록

### 배속
- OPCON: 주일 미군; 1957년 7월 1일
- ADCON: 미국 태평양 육군; 1957년 7월 1일

### 계보
- 1957년 7월 1일, Headquarters, United States Army, Japan→주일 미국 육군, 본부
- 1959년, Headquarter, United States Army/6th Logistical Command→주일 미국 육군/제6군수사령부, 본부
- 1972년 5월 15일, Headquarters, United States Army, Japan/IX Corps→주일 미국 육군/제9(IX)군단, 본부
- 1994년 8월 5일, Headquarters, United States Army, Japan→주일 미국 육군, 본부
- 1995년 9월 22일, Headquarters, United States Army/9th Theater Army Area Command→주일 미국 육군/제9전구군지역사령부, 본부
- 2000년 10월 14일, Headquarters, United States Army/9th Theater Support Command→주일 미국 육군/제9전구지원사령부, 본부
- 2007년 9월 15일, Headquarters, United States Army, Japan→주일 미국 육군, 본부
- 2007년 12월 19일, Headquarters, United States Army/I Corps (Forward)→주일 미국 육군/제1(I)군단 전방, 본부

## 역대 사령관
| #  | 사진 | 성명                                         | 취임일           | 이임일           | 추가설명                                                                   |
| -- | ---- | -------------------------------------------- | ---------------- | ---------------- | -------------------------------------------------------------------------- |
| 1. |      | 육군 원수 Douglas McCathy 더글라스 맥아더[*] | 1941년 7월 26일  | 1951년 4월 11일  | 초대 극동사령관 초대 유엔 사령관 초대 연합군 최고사령관                    |
| 2. |      | 대장 Matthew B. Ridgway 매슈 리지웨이[*]     | 1951년 4월 11일  | 1952년 5월 12일  | 2대 극동사령부 사령관 2대 유엔 사령관 마지막 연합군 최고사령관             |
| 3. |      | 대장 Mark W. Clark 마크 웨인 클라크[*]       | 1952년 5월 12일  | 1953년 10월 7일  | 3대 극동사령관 제8군 사령관 3대 유엔 사령관                                |
| 4. |      | 대장 John E. Hull 존 E. 홀[*]                | 1953년 10월 7일  | 1954년 11월 20일 | 4대 극동사령관 4대 유엔 사령관                                             |
| 5. |      | 대장 Maxwell D. Taylor 맥스웰 테일러[*]      | 1954년 11월 20일 | 1955년 4월 1일   | 5대 극동사령관 5대 제8군 사령관 5대 유엔 사령관                            |
| 6. |      | 대장 Lyman L. Lemnitzer 레이먼 L. 램니처     | 1955년 4월 1일   | 1955년 6월 5일   | 6대 극동사령관 6대 제8군 사령관 6대 유엔 사령관                            |
| 7. |      | 대장 Isaac D. White 아이작 D. 화이트[*]      | 1955년 7월 25일  | 1957년 7월 1일   | 마지막 극동사령관 마지막 극동 육군 사령관 7대 제8군 사령관 7대 유엔 사령관 |

| #   | 사진 | 성명                                           | 취임일          | 이임일           | 추가설명          |
| --- | ---- | ---------------------------------------------- | --------------- | ---------------- | ----------------- |
| 1.  |      | 중장 Charles D. Palmer 찰스. D. 팔머[*]        | 1957년 7월 1일  | 1958년 3월 5일   | 초대 USARJ 사령관 |
| 2.  |      | 중장 Emerson L. Cummings 에머슨 L. 커밍스[*]   | 1958년 3월 5일  | 1958년 12월 2일  |                   |
| 3.  |      | 소장 David H. Tulley 데이비드 H. 툴리[*]       | 1958년 12월 2일 | 1961년 3월 4일   |                   |
| 4.  |      | 소장 Jean E. Engler 쟝 E. 엥글러[*]            | 1961년 5월 25일 | 1963년 9월 3일   |                   |
| 5.  |      | 소장 Chester W. Clark 체스터 W. 클라크[*]      | 1963년 9월 3일  | 1965년 4월 30일  |                   |
| 6.  |      | 소장 Lloyd E. Fellenz 롤로이드 E. 펠렌즈[*]    | 1965년 4월 30일 | 1967년 7월 19일  |                   |
| 7.  |      | 소장 Bruce E. Kendall 브루스 E. 켄달[*]        | 1967년 7월 20일 | 1968년 7월 3일   |                   |
| 8.  |      | 소장 John A. Goshorn 존 A. 고스혼[*]           | 1968년 7월 23일 | 1970년 7월 24일  |                   |
| 9.  |      | 준장 Hugh A. Richeson 휴 A. 리체슨[*]          | 1970년 7월 31일 | 1971년 12월 15일 |                   |
| 10. |      | 준장 Ross R. Condit Jr. 로스 R. 컨딧 주니어[*] | 1972년 1월 7일  | 1972년 5월 14일  |                   |
| 11. |      | 중장 Welborn G. Dolvin 웰번 G. 돌빈[*]         | 1972년 5월 14일 | 1975년 3월 1일   |                   |

| #   | 사진 | 성명                                             | 취임일          | 이임일          | 추가설명             |
| --- | ---- | ------------------------------------------------ | --------------- | --------------- | -------------------- |
| 12. |      | 중장 John R. Guthrie 존 R. 구스리[*]             | 1975년 3월 1일  | 1977년 5월 6일  | 25대 제9(IX)군단장   |
| 13. |      | 중장 John Q. Henion 존 Q. 헤니언[*]              | 1977년 5월 16일 | 1960년 5월 23일 | 26대 제9(IX)군단장   |
| 14. |      | 중장 Roscoe Robinson Jr. 로스코 로빈슨 주니어[*] | 1960년 6월 18일 | 1982년 8월 20일 | 27대 제9(IX)군단장   |
| 15. |      | 중장 Alexander M. Weyand 알렉산더 M. 웨이얀드[*] | 1982년 9월 2일  | 1985년 8월 1일  | 28대 제9(IX)군단장   |
| 16. |      | 중장 Charles W. Dyke 찰스 W. 다이크[*]           | 1985년 8월 1일  | 1988년 7월 15일 | 29대 제9(IX)군단장   |
| 17. |      | 중장 Johnnie H. Corns 조니 H. 콘스[*]            | 1988년 7월 15일 | 1989년 12월 5일 | 30대 제9(IX)군단장   |
| 18. |      | 중장 Jack D. Woodall 잭 D. 우드올[*]             | 1989년 12월 5일 | 1992년 4월 22일 | 31대 제9(IX)군단장   |
| 19. |      | 중장 Jerome H. Granrud 제롬 H. 그란루드[*]       | 1992년 4월 22일 | 1994년 9월 8일  | 마지막 제9(IX)군단장 |

| #   | 사진 | 성명                                              | 취임일          | 이임일          | 추가설명                        |
| --- | ---- | ------------------------------------------------- | --------------- | --------------- | ------------------------------- |
| 20. |      | 소장 Waldo D. Freeman 왈도 D. 프리먼[*]           | 1994년 9월 8일  | 1996년 9월 27일 | ??대 제9전구지원사령부 지휘관   |
| 21. |      | 소장 Robert R. Hicks Jr. 로버트 R. 힉스 주니어[*] | 1996년 9월 27일 | 1998년 8월 21일 | ??대 제9전구지원사령부 지휘관   |
| 22. |      | 소장 Joseph R. Inge 조지프 R. 인게[*]             | 1998년 8월 21일 | 2000년 6월 2일  | ??대 제9전구지원사령부 지휘관   |
| 23. |      | 소장 Alan D. Johnson 앨런 D. 존슨[*]              | 2000년 6월 2일  | 2002년 8월 13일 | ??대 제9전구지원사령부 지휘관   |
| 24. |      | 소장 Thomas G. Miller 토머스 G. 밀러[*]           | 2002년 8월 13일 | 2003년 6월 27일 | 마지막 제9전구지원사령부 지휘관 |

| #   | 사진 | 성명                                                 | 취임일           | 이임일           | 추가설명                      |
| --- | ---- | ---------------------------------------------------- | ---------------- | ---------------- | ----------------------------- |
| 25. |      | 소장 Elbert N. Perkins 엘버트 N. 퍼킨스[*]           | 2003년 6월 27일  | 2008년 6월 30일  | 초대 제1(I)군단 (전방) 사령관 |
| 26. |      | 소장 Francis J. Wiercinski 프란시스 J. 위어킨스키[*] | 2008년 6월 30일  | 2010년 10월 12일 | 2대 제1(I)군단 (전방) 사령관  |
| 27. |      | 소장 Michael T. Harrison Sr. 마이클 T. 해리슨 Sr.[*] | 2010년 10월 12일 | 2013년 6월 8일   | 3대 제1(I)군단 (전방) 사령관  |
| 28. |      | 소장 James C. Boozer Sr. 제임스 C. 부저 Sr.[*]       | 2013년 6월 25일  | 2015년 7월 8일   | 4대 제1(I)군단 (전방) 사령관  |
| 29. |      | 소장 James F. Pasquarette 제임스 F. 패스커렛[*]      | 2015년 7월 8일   | 2018년 8월 28일  | 5대 제1(I)군단 (전방) 사령관  |
| 30. |      | 소장 Viet X. Luong 비엣 X. 루응[*]                   | 2018년 8월 28일  | 임기중           | 6대 제1(I)군단 (전방) 사령관  |

## 참조
1. 1 2  “U.S. Army, Japan” (영어). 문장학 연구소. 2014년 10월 12일에 원본 문서에서 보존된 문서. 2014년 6월 11일에 확인함.
2. ↑  “IX Corps” (영어). GlobalSecurity.org. 2012년 6월 16일에 확인함.
3. ↑  박경덕; 박소영 (2007년 12월 22일). “주일미군 자마기지 아시아 작전허브로”. 동아일보. 2012년 4월 6일에 확인함.[깨진 링크(과거 내용 찾기)]
4. ↑  Vince Little (2007년 9월 2일). “Army making plans for new I Corps element” (영어). 스타스 앤 스트립스. 2016년 12월 21일에 확인함.
5. ↑  “在日米陸軍の公式チャンネルがオープン！” (일본어). ニコニコインフォ. 2009년 11월 12일. 2009년 11월 16일에 원본 문서에서 보존된 문서. 2012에 확인함.
6. ↑  Liana Mayo (2012년 10월 30일). “58th Signal Battalion colors cased, 333rd, 349th Signal Companies OPCON to 78th Signal Battalion” (영어). 미국 육군 공사 사무소. 2014년 10월 10일에 확인함.
7. ↑  “58th Signal Battalion Inactivation Ceremony” (영어). 311th Signal Command. 2014년 10월 10일에 확인함.
8. ↑  “AMC World Wide Locations” (PDF). 《amc.army.mil》 (영어) (미국 육군 물자사령부). 2016년 11월 23일에 원본 문서 (PDF)에서 보존된 문서. 2017년 1월 17일에 확인함.
9. 1 2 3 4 5  “Former U.S. Army Japan Commanding Generals” (영어). U.S. Army Japan. 2018년 7월 22일에 확인함.

### 자료
- “History of United States Army Japan” (영어). 주일 미국 육군. 2013년 9월 7일에 확인함.
- “USARJ Organization”. 《usarj.army.mil》 (영어). 2017년 1월 17일에 확인함.
- “US Army Japan (USARJ)/I Corps (Forward)” (영어). globalsecurity.org. 2015년 4월 4일에 확인함.